# مايك آرشي
مايك آرشي (بالإنجليزية: Mike Archie)‏ هو لاعب كرة قدم أمريكية أمريكي، ولد في 14 أكتوبر 1972 في شارون في الولايات المتحدة.

## وصلات خارجية
- مايك آرشي على موقع مرجع كرة القدم المحترفة.كوم (الإنجليزية)